# بید تیزبرگ
بید تیزبرگ (نام علمی: Salix acutifolia) نام یک گونه از سرده بید است.